# Hydroaérodrome de La Tuque
L'hydroaérodrome de La Tuque (codes d'aéroport: CTH6) est situé à 2 milles nautiques (3,7 km; 2.3 mi) au nord de La Tuque, en Haute-Mauricie, au Québec, Canada.

## Géographie
L'hydroaérodrome de La Tuque est situé à l'entrée de la grande baie à la décharge de la rivière Bostonnais qui se jette dans la rivière Saint-Maurice, juste au nord de la ville de La Tuque. Ainsi, l'hydroaérodrome est situé sur le grand réservoir créé par le barrage de La Tuque. L'hydroaérodrome est situé près du camping municipal de La Tuque et tout près (côté ouest) du chemin de fer du Canadien National et de la rue Bostonnais.